# Agony in Paradise
Albums de Possessed
Resurrection
(2003) Ashes from Hell
(2006)
Agony in Paradise est un album live du groupe de Death metal américain Possessed. L'album est sorti en 2004 sous le label Agonia Records
L'album a été enregistré le 26 janvier 1987 pendant un concert du groupe donné à Parma (Ohio).

## Musiciens
- Jeff Becerra – chant, basse
- Larry LaLonde – guitare
- Mike Torrao – guitare
- Mike Sus – batterie

## Liste des morceaux
1. March To Die - 4:14
2. Pentagram - 4:00
3. Beast Of The Apocalypse - 3:43
4. Holy Hell - 6:26
5. Swing Of The Axe - 4:12
6. Burning In Hell - 3:48
7. Heretic - 3:23
8. Phantasm - 4:00
9. The Exorcist - 5:39
10. Fallen Angel - 3:59
11. Seance - 3:33
12. Twisted Minds - 7:17
13. Death Metal - 4:48